# Istituto Papirologico „Girolamo Vitelli“
Das Istituto Papirologico „Girolamo Vitelli“ (meist Istituto Papirologico „G. Vitelli“) ist ein Institut für Papyrologie an der Universität Florenz.
Es besitzt eine Papyrussammlung von mehreren tausend Handschriften.
Das Institut ging aus der Società Italiana per la ricerca dei Papiri greci e latini in Egitto hervor. Diese wurde 1908 auf Initiative und unter Leitung von Girolamo Vitelli gegründet, der in dieser Zeit Professor für Klassische Philologie an der Universität in Florenz war. Die Gesellschaft machte sich die Erschließung und Publikation von Papyri zur Aufgabe. Zwischen 1912 und 1927 erschienen die ersten acht Bände der Papiri della Società Italiana (PSI).
1927 wurde die Gesellschaft aufgelöst.
1928 wurde an deren Stelle das Istituto Papirologico gebildet. Dieses gab bis 1935 weitere drei Bände der PSI heraus. 1935 starb Girolamo Vitelli. Nachfolger wurde Medea Norsa. 1939 erhielt das Institut den Namen Istituto Papirologico „Girolamo Vitelli“. Von 1943 bis 1957 erschienen weitere drei Bände der PSI. Weitere Direktoren waren Nicola Terzaghi (1949–1963), Vittorio Bartoletti (1963–1967) und Manfredo Manfredi (1968–1991).
1991 wurde das Institut umgewandelt in ein Ente Nazionale di Ricerca non Strumentale. Präsident wurde Manfredo Manfredi. 1998 übernahm zunächst Vizepräsident Angelo Casanova kommissarisch die Leitung, nächster Präsident wurde Guido Bastianini.
2005 wurde das Institut wieder der Universität Florenz eingegliedert. Seit 2006 wird es von Guido Bastianini geleitet.